# 瓦妮萨·福格特
瓦妮萨·福格特（德語：Vanessa Voigt，1997年10月7日—），德国女子冬季两项运动员。她曾代表德国参加2022年冬季奥林匹克运动会冬季两项比赛，获得女子接力比赛铜牌。